# Consiglio regionale del Trentino-Alto Adige
Il Consiglio regionale del Trentino-Alto Adige (in tedesco Regionalrat Trentino-Südtirol, in ladino Consei dla Region Trentin-Südtirol) è l'organo legislativo della regione autonoma Trentino-Alto Adige.

## Storia
Il 26 febbraio 1948 è stata promulgata la legge costituzionale n. 5 "Statuto speciale per il Trentino-Alto Adige" istituendo la regione autonoma composta dalle due province di Trento e Bolzano.
Le prime elezioni regionali si svolgono il 28 novembre 1948 e il 13 dicembre successivo si riunisce per la prima volta il consiglio regionale.
Inizialmente lo statuto indicava in 4 anni la durata delle legislature consiliari e determinava il numero di consiglieri regionali in uno ogni quindicimila abitanti.
I consiglieri regionali sono stati quindi 46 nelle elezioni del 1948, 48 da quelle del 1952 alle elezioni del 1960, 52 in quelle del 1964 e del 1968. Con la riforma dello statuto del 1972 la durata delle legislature fu fissata in 5 anni e i consiglieri regionali furono numerati in 70 e divisi per ogni provincia a seconda della popolazione. Furono infine fissati a 35 per provincia dal 2001.
Con le modifiche costituzionali del 2001 il consiglio regionale è stato rimodulato come organo di secondo grado, ribaltando lo schema del 1948 sono quindi i consigli provinciali a comporre il consiglio regionale. Mentre i consigli delle due province autonome hanno scelto la forma di governo e il sistema elettorale la nomina del presidente del Trentino-Alto Adige è rimasta come in precedenza di competenza dell'assemblea.
A partire dalle elezioni del 2003 è praticata la prassi della staffetta, ovvero l'alternanza da parte dei due presidenti di provincia autonoma alla carica di presidente del Trentino-Alto Adige per metà legislatura ciascuno dopo l'elezione da parte del consiglio regionale.

## Costituzione, elezione ed attività
È composto dai 70 membri dei consigli delle province autonome di Trento e di Bolzano (art. 25 comma 1, Statuto speciale per il Trentino-Alto Adige). Si riunisce in due sessioni di eguale durata tenute ciascuna ed alternativamente a Trento e a Bolzano (art. 27 c. 1).
Per l'esercizio del diritto elettorale attivo alle elezioni dei Consigli provinciali è richiesto il requisito della residenza nel territorio regionale per un periodo ininterrotto di quattro anni in Alto Adige e di un anno in Trentino, ai sensi dell'articolo 25 dello Statuto speciale. Le leggi elettorali provinciali stabiliscono che per l'esercizio dell'elettorato passivo è richiesta la residenza in un comune del Trentino-Alto Adige oltre al compimento del diciottesimo anno di età.
I membri del consiglio regionale rappresentano la regione (art. 28 c. 1 statuto) e non possono essere chiamati a rispondere delle opinioni e dei voti espressi nell'esercizio delle loro funzioni (art. 28 c. 2 statuto). La loro carica è incompatibile con quella di deputato, senatore, membro di un altro Consiglio regionale o del Parlamento europeo (art. 28. c. 3 statuto).
Fra i membri vengono eletti un presidente e due vicepresidenti, che durano in carica per due anni e mezzo. Per la prima metà della legislatura il presidente è eletto fra gli appartenenti al gruppo di lingua italiana, per la seconda fra quelli di lingua tedesca. In alternativa può essere eletto un consigliere appartenente al gruppo di lingua ladina, con l'assenso della maggioranza dei componenti del gruppo "alle spese del quale" viene eletto. In ogni caso i vicepresidenti devono fare parte del gruppo non rappresentato dal presidente (art. 30 Statuto). Presidente e vicepresidenti possono essere revocati dalla maggioranza dei componenti del Consiglio (art. 32 Statuto).
Con la maggioranza assoluta dei consiglieri viene approvato un regolamento che disciplina l'attività del Consiglio (art. 31).
La durata di 5 anni è stabilita dall'art. 48 dello statuto in vigore.

### Divisione in gruppi linguistici
Ogni consigliere regionale deve dichiarare l'appartenenza a un gruppo linguistico. I consiglieri della provincia autonoma di Bolzano appartengono allo stesso gruppo di cui sono parte nel Consiglio provinciale di Bolzano, i consiglieri della provincia autonoma di Trento lo dichiarano a inizio legislatura. Le dichiarazioni sono irrevocabili per la durata della legislatura.
Nel Consiglio regionale si può procedere, in casi determinati o lesivi di un gruppo linguistico, alla votazione separata per gruppi linguistici richiesta con la maggioranza dei consiglieri di uno di essi.
La composizione delle commissioni deve inoltre rispecchiare proporzionalmente, oltre alla composizione dei gruppi consiliari, anche la composizione in gruppi linguistici del Consiglio.

### Utilizzo del tedesco
Ai sensi dell'articolo 100 dello Statuto speciale e dell'articolo 111 del regolamento interno del Consiglio nelle adunanze può essere usata la lingua tedesca sia oralmente che per iscritto. È prevista la traduzione simultanea tra italiano e tedesco per una reciproca comprensione delle due lingue.

## Composizione

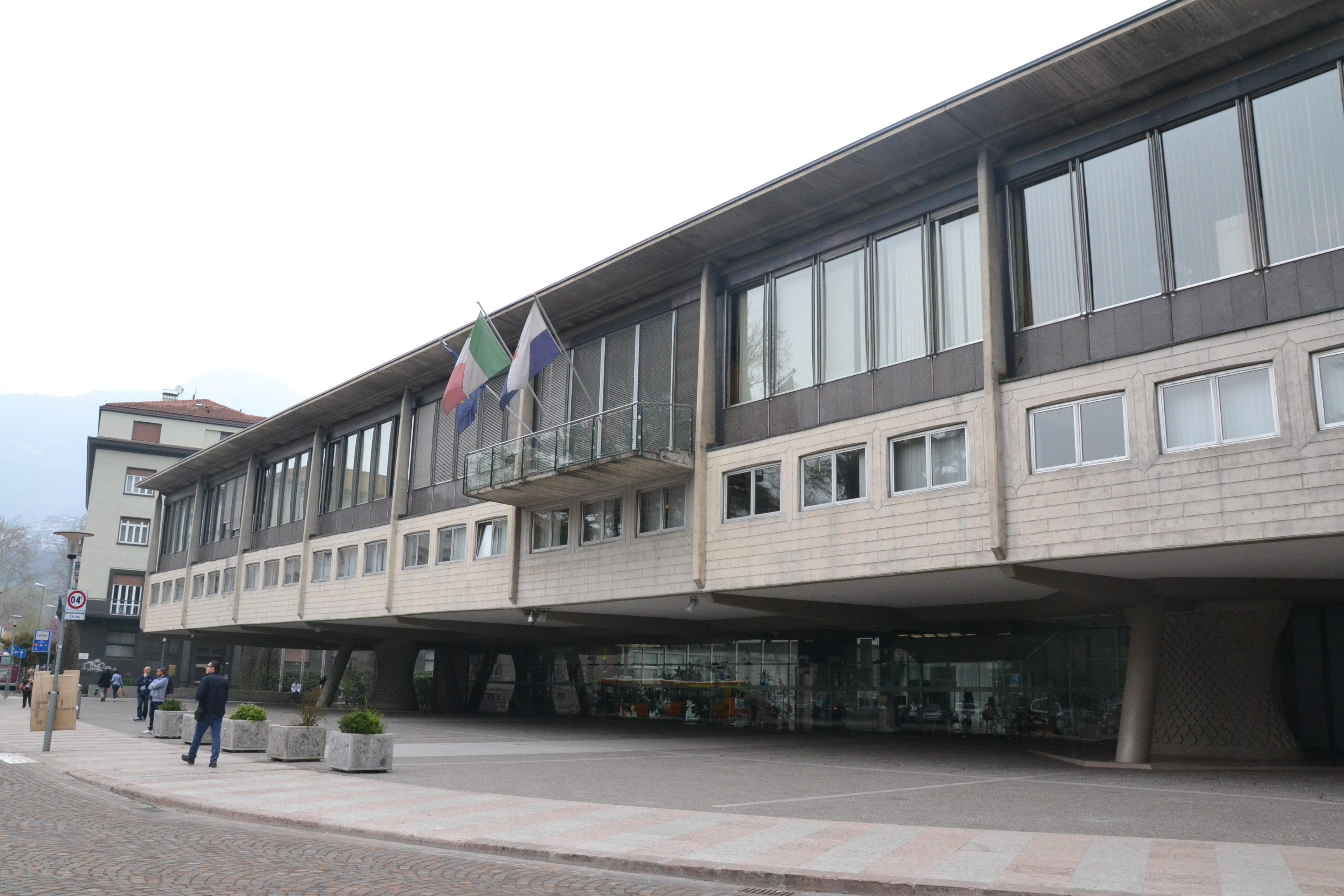
Palazzo della Regione, sede del Consiglio regionale

Attualmente nella XVII Legislatura, in base alle elezioni regionali del 2023, nel Consiglio sono presenti i seguenti gruppi consiliari:
| Gruppi consiliari | Gruppi consiliari                                     | Seggi |
| ----------------- | ----------------------------------------------------- | ----- |
|                   | SVP - Südtiroler Volkspartei                          | 13    |
|                   | Partito Democratico                                   | 8     |
|                   | Lega Trentino Alto Adige - Südtirol                   | 7     |
|                   | Fratelli d'Italia                                     | 6     |
|                   | Campobase                                             | 5     |
|                   | Noi Trentino per Fugatti Presidente                   | 4     |
|                   | Grüne Fraktion - Gruppo verde - Grupa vërda           | 4     |
|                   | Team K                                                | 4     |
|                   | PATT - Partito Autonomista Trentino Tirolese - Fassa  | 4     |
|                   | Süd-Tiroler Freiheit                                  | 4     |
|                   | JWA Wirth Anderlan + VITA                             | 3     |
|                   | La Civica                                             | 2     |
|                   | La Civica Alto Adige/Südtirol – Agire per il Trentino | 2     |
|                   | Misto                                                 | 4     |
| TOTALE SEGGI      | TOTALE SEGGI                                          | 70    |

### Consiglieri regionali
|                     | Consigliere      | Lista                                                 | Preferenze                                                   | Note                                               | Altri incarichi                               |
| ------------------- | ---------------- | ----------------------------------------------------- | ------------------------------------------------------------ | -------------------------------------------------- | --------------------------------------------- |
|                     | Harald Stauder   | Südtiroler Volkspartei                                | 5.871                                                        | Capogruppo                                         |                                               |
| Philipp Achammer    | 16.814           | Südtiroler Volkspartei                                | Assessore della Provincia Autonoma di Bolzano                | Assessore della Provincia Autonoma di Bolzano      |                                               |
| Daniel Alfreider    | 10.920           | Südtiroler Volkspartei                                | Vicepresidente della Provincia Autonoma di Bolzano           | Vicepresidente del Consiglio Regionale             |                                               |
| Magdalena Amhof     | 5.968            | Südtiroler Volkspartei                                | Assessore della Provincia Autonoma di Bolzano                | Assessore della Provincia Autonoma di Bolzano      |                                               |
| Peter Brunner       | 14.375           | Südtiroler Volkspartei                                | Assessore della Provincia Autonoma di Bolzano                | Assessore della Provincia Autonoma di Bolzano      |                                               |
| Waltraud Deeg       | 10.986           | Südtiroler Volkspartei                                |                                                              |                                                    |                                               |
| Franz Thomas Locher | 7.777            | Südtiroler Volkspartei                                | Vicepresidente della Regione Trentino - Alto Adige           | Vicepresidente della Regione Trentino - Alto Adige |                                               |
| Arno Kompatscher    | 58.775           | Südtiroler Volkspartei                                | Presidente della Provincia Autonoma di Bolzano               | Presidente di turno della Regione Autonoma         |                                               |
| Hubert Messner      | 30.607           | Südtiroler Volkspartei                                | Assessore della Provincia Autonoma di Bolzano                | Assessore della Provincia Autonoma di Bolzano      |                                               |
| Josef Noggler       | 6.117            | Südtiroler Volkspartei                                | Vicepresidente vicario del Consiglio Regionale               |                                                    |                                               |
| Rosmarie Pamer      | 12.290           | Südtiroler Volkspartei                                | Vicepresidente della Provincia Autonoma di Bolzano           | Vicepresidente della Provincia Autonoma di Bolzano |                                               |
| Arnold Schuler      | 8.340            | Südtiroler Volkspartei                                |                                                              |                                                    |                                               |
| Luis Walcher        | 10.121           | Südtiroler Volkspartei                                | Segretario questore                                          | Assessore della Provincia Autonoma di Bolzano      |                                               |
|                     | Stefania Segnana | Lega Trentino Alto Adige Sudtirol                     | 1.683                                                        | Capogruppo - Segretario questore                   |                                               |
| Christian Bianchi   | 3.098            | Lega Trentino Alto Adige Sudtirol                     | Assessore della Provincia Autonoma di Bolzano                | Assessore della Provincia Autonoma di Bolzano      |                                               |
| Mirko Bisesti       | 1.974            | Lega Trentino Alto Adige Sudtirol                     |                                                              |                                                    |                                               |
| Roberto Failoni     | 4.283            | Lega Trentino Alto Adige Sudtirol                     | Assessore della Provincia Autonoma di Trento                 | Assessore della Provincia Autonoma di Trento       |                                               |
| Maurizio Fugatti    | -                | Lega Trentino Alto Adige Sudtirol                     | Presidente della Provincia Autonoma di Trento                | Presidente della Provincia Autonoma di Trento      |                                               |
| Roberto Paccher     | 2.749            | Lega Trentino Alto Adige Sudtirol                     | Presidente del Consiglio Regionale                           | Presidente del Consiglio Regionale                 |                                               |
| Giulia Zanotelli    | 2.745            | Lega Trentino Alto Adige Sudtirol                     | Vicepresidente sostituta della Regione Trentino - Alto Adige | Assessore della Provincia Autonoma di Trento       |                                               |
|                     | Anna Scarafoni   | Fratelli d'Italia                                     | 1.641                                                        | Capogruppo                                         |                                               |
| Daniele Biada       | 1.406            | Fratelli d'Italia                                     |                                                              |                                                    |                                               |
| Carlo Daldoss       | 1.633            | Fratelli d'Italia                                     | Assessore della Regione Trentino - Alto Adige                | Assessore della Regione Trentino - Alto Adige      |                                               |
| Marco Galateo       | 2.993            | Fratelli d'Italia                                     | Vicepresidente della Provincia Autonoma di Bolzano           | Vicepresidente della Provincia Autonoma di Bolzano |                                               |
| Francesca Gerosa    | 2.783            | Fratelli d'Italia                                     | Vicepresidente della Provincia Autonoma di Trento            |                                                    |                                               |
| Christian Girardi   | 1.485            | Fratelli d'Italia                                     |                                                              |                                                    |                                               |
|                     | Eleonora Angeli  | Noi Trentino per Fugatti Presidente                   | 835                                                          | Capogruppo                                         |                                               |
| Antonella Brunet    | 926              | Noi Trentino per Fugatti Presidente                   |                                                              |                                                    |                                               |
| Claudio Soini       | 1.390            | Noi Trentino per Fugatti Presidente                   |                                                              |                                                    |                                               |
| Achille Spinelli    | 2.331            | Noi Trentino per Fugatti Presidente                   | Assessore della Provincia Autonoma di Trento                 |                                                    |                                               |
|                     | Walter Kaswalder | PATT - Fassa                                          | 1.832                                                        | Capogruppo                                         |                                               |
| Maria Bosin         | 2.138            | PATT - Fassa                                          |                                                              |                                                    |                                               |
| Luca Guglielmi      | 1.087            | PATT - Fassa                                          | Assessore della Regione Trentino - Alto Adige                | Assessore della Regione Trentino - Alto Adige      |                                               |
| Mario Tonina        | 2.549            | PATT - Fassa                                          | Assessore della Provincia Autonoma di Trento                 | Assessore della Provincia Autonoma di Trento       |                                               |
|                     | Mattia Gottardi  | La Civica                                             | 2.975                                                        | Capogruppo                                         | Assessore della Provincia Autonoma di Trento  |
| Vanessa Masè        | 2.379            | La Civica                                             |                                                              |                                                    |                                               |
|                     | Claudio Cia      | La Civica Alto Adige/Südtirol – Agire per il Trentino | 2.005                                                        | Capogruppo                                         | Eletto con Fratelli d'Italia                  |
| Angelo Gennaccaro   | 3.191            | La Civica Alto Adige/Südtirol – Agire per il Trentino | Assessore della Regione Trentino - Alto Adige                | Assessore della Regione Trentino - Alto Adige      |                                               |
|                     | Ulli Mair        | Misto - Die Freiheitlichen                            | 7.883                                                        | Assessore della Provincia Autonoma di Bolzano      | Assessore della Provincia Autonoma di Bolzano |

|                        | Consigliere           | Lista                                       | Preferenze                           | Note       |
| ---------------------- | --------------------- | ------------------------------------------- | ------------------------------------ | ---------- |
|                        | Andrea De Bertolini   | Partito Democratico                         | 2.530                                | Capogruppo |
| Michela Calzà          | 1.448                 | Partito Democratico                         |                                      |            |
| Mariachiara Franzoia   | 3.366                 | Partito Democratico                         |                                      |            |
| Lucia Maestri          | 1.770                 | Partito Democratico                         | Segretario questore                  |            |
| Alessio Manica         | 2.329                 | Partito Democratico                         |                                      |            |
| Francesca Parolari     | 1.484                 | Partito Democratico                         |                                      |            |
| Sandro Repetto         | 2.703                 | Partito Democratico                         |                                      |            |
| Paolo Zanella          | 3.286                 | Partito Democratico                         |                                      |            |
|                        | Chiara Maule          | Campobase                                   | 2.820                                | Capogruppo |
| Paola Demagri          | 3.749                 | Campobase                                   | Eletta con "Casa Autonomia.eu"       |            |
| Michele Malfer         | 1.471                 | Campobase                                   |                                      |            |
| Roberto Stanchina      | 1.599                 | Campobase                                   |                                      |            |
| Francesco Valduga      | -                     | Campobase                                   |                                      |            |
|                        | Brigitte Foppa        | Gruppo Verde                                | 11.772                               | Capogruppo |
| Lucia Coppola          | 912                   | Gruppo Verde                                | Eletta con Alleanza Verdi e Sinistra |            |
| Zeno Oberkofler        | 4.389                 | Gruppo Verde                                |                                      |            |
| Madeleine Rohrer       | 6.412                 | Gruppo Verde                                |                                      |            |
|                        | Paul Köllensperger    | Team K                                      | 15.409                               | Capogruppo |
| Alex Ploner            | 5.993                 | Team K                                      |                                      |            |
| Franz Ploner           | 6.950                 | Team K                                      |                                      |            |
| Maria Elisabeth Rieder | 12.496                | Team K                                      |                                      |            |
|                        | Bernhard Zimmerhofer  | Süd-Tiroler Freiheit                        | 4.342                                | Capogruppo |
| Sven Knoll             | 25.290                | Süd-Tiroler Freiheit                        |                                      |            |
| Myriam Atz Tammerle    | 8.825                 | Süd-Tiroler Freiheit                        |                                      |            |
| Hannes Rabensteiner    | 4.624                 | Süd-Tiroler Freiheit                        |                                      |            |
|                        | Jurgen Wirth Anderlan | Jürgen Wirth Anderlan - VITA                | 14.043                               | Capogruppo |
| Andreas Colli          | 4.380                 | Jürgen Wirth Anderlan - VITA                |                                      |            |
| Renate Holzeisen       | 5.446                 | Jürgen Wirth Anderlan - VITA                |                                      |            |
|                        | Filippo Degasperi     | Misto (Onda Civica + FSMW + Freie Fraktion) | -                                    | Capogruppo |
| Andreas Leiter         | 5.320                 | Misto (Onda Civica + FSMW + Freie Fraktion) | Eletto con Die Freiheitlichen        |            |
| Thomas Widmann         | 6.928                 | Misto (Onda Civica + FSMW + Freie Fraktion) |                                      |            |

### Commissioni legislative
Le commissioni legislative sono organi interni del Consiglio e, nominate dall'Assemblea ad inizio legislatura, presentano un numero di componenti variabile che rispecchia la consistenza dei gruppi consiliari e dei gruppi linguistici.
| Commissione | Commissione |
| ----------- | --- |
| I           | Affari generali, ordinamento enti locali, servizio antincendi, previdenza, assicurazioni sociali, sviluppo della cooperazione e vigilanza sulle cooperative                                                                                      |
| II          | Finanze, tributi, patrimonio, ordinamento enti sanitari ed ospedalieri, ordinamento istituzioni pubbliche di assistenza e beneficenza, ordinamento enti di credito, Libro fondiario, ordinamento del personale, ordinamento Camere di Commercio. |
| III         | Autonomia, norme di attuazione, competenze delegate dallo Stato, società partecipate, rapporti con l’Unione europea e rapporti internazionali |

## Presidenti

Bandiera del Trentino-Alto Adige

Di seguito l'elenco dei presidenti del Consiglio regionale dal 13 dicembre 1948 ad oggi.
| Elezioni | Legislatura | Periodo                             | Presidente           | Gruppo            |
| -------- | ----------- | ----------------------------------- | -------------------- | ----------------- |
| 1948     | I           | 13 dicembre 1948 - 19 dicembre 1950 | Luigi Menapace       | DC                |
| 1948     | I           | 20 dicembre 1950 - 12 dicembre 1952 | Silvius Magnago      | SVP               |
| 1952     | II          | 13 dicembre 1952 - 12 dicembre 1954 | Riccardo Rosa        | DC                |
| 1952     | II          | 13 dicembre 1954 - 12 dicembre 1956 | Silvius Magnago      | SVP               |
| 1956     | III         | 13 dicembre 1956 - 12 dicembre 1958 | Remo Albertini       | DC                |
| 1956     | III         | 13 dicembre 1958 - 12 dicembre 1960 | Silvius Magnago      | SVP               |
| 1960     | IV          | 13 dicembre 1960 - 20 aprile 1962   | Remo Albertini       | DC                |
| 1960     | IV          | 20 aprile 1962 - 12 dicembre 1962   | Riccardo Rosa        | DC                |
| 1960     | IV          | 13 dicembre 1962 - 13 dicembre 1964 | Alois Pupp           | SVP               |
| 1964     | V           | 14 dicembre 1964 - 13 dicembre 1966 | Armando Bertorelle   | DC                |
| 1964     | V           | 14 dicembre 1966 - 12 dicembre 1968 | Alois Pupp           | SVP               |
| 1968     | VI          | 13 dicembre 1968 - 13 dicembre 1970 | Armando Bertorelle   | DC                |
| 1968     | VI          | 14 dicembre 1970 - 12 giugno 1973   | Robert von Fioreschy | SVP               |
| 1968     | VI          | 13 giugno 1973 - 12 dicembre 1973   | Alfonso Salvadori    | DC                |
| 1973     | VII         | 13 dicembre 1973 - 1º aprile 1974   | Giorgio Pasquali     | DC                |
| 1973     | VII         | 1º aprile 1974 - 13 giugno 1976     | Silvio Nicolodi      | PSI               |
| 1973     | VII         | 14 giugno 1976 - 12 dicembre 1978   | Karl Vaja            | SVP               |
| 1978     | VIII        | 13 dicembre 1978 - 19 aprile 1979   | Claudia Piccoli      | DC                |
| 1978     | VIII        | 19 aprile 1979 - 12 giugno 1981     | Armando Paris        | DC                |
| 1978     | VIII        | 13 giugno 1981 - 12 dicembre 1983   | Erich Achmüller      | SVP               |
| 1983     | IX          | 13 dicembre 1983 - 12 giugno 1986   | Guido Sembenotti     | UATT              |
| 1983     | IX          | 13 giugno 1986 - 14 maggio 1987     | Erich Achmüller      | SVP               |
| 1983     | IX          | 25 giugno 1987 - 12 dicembre 1988   | Luis Zingerle        | SVP               |
| 1988     | X           | 13 dicembre 1988 - 12 aprile 1989   | Giorgio Tononi       | DC                |
| 1988     | X           | 13 aprile 1989 - 12 giugno 1991     | Franco Tretter       | PATT              |
| 1988     | X           | 13 giugno 1991 - 12 dicembre 1993   | Oskar Peterlini      | SVP               |
| 1993     | XI          | 13 dicembre 1993 - 12 giugno 1996   | Franco Tretter       | PATT              |
| 1993     | XI          | 13 giugno 1996 - 16 dicembre 1998   | Oskar Peterlini      | SVP               |
| 1998     | XII         | 17 dicembre 1998 - 9 marzo 1999     | Lorenzo Dellai       | Civica Margherita |
| 1998     | XII         | 9 marzo 1999 - 19 giugno 2001       | Mauro Leveghi        | Trentino domani   |
| 1998     | XII         | 20 giugno 2001 - 17 novembre 2003   | Franz Arthur Pahl    | SVP               |
| 2003     | XIII        | 21 novembre 2003 - 21 maggio 2006   | Mario Magnani        | Civica Margherita |
| 2003     | XIII        | 22 maggio 2006 - 2 dicembre 2008    | Franz Arthur Pahl    | SVP               |
| 2008     | XIV         | 3 dicembre 2008 - 1º giugno 2011    | Marco Depaoli        | UpT               |
| 2008     | XIV         | 1º giugno 2011 - 27 novembre 2013   | Rosa Zelger Thaler   | SVP               |
| 2013     | XV          | 28 novembre 2013 - 17 novembre 2014 | Diego Moltrer        | PATT              |
| 2013     | XV          | 4 dicembre 2014 - 30 maggio 2016    | Chiara Avanzo        | PATT              |
| 2013     | XV          | 30 maggio 2016 - 21 novembre 2018   | Thomas Widmann       | SVP               |
| 2018     | XVI         | 21 novembre 2018 - 25 giugno 2021   | Roberto Paccher      | Lega              |
| 2018     | XVI         | 25 giugno 2021 - 27 novembre 2023   | Josef Noggler        | SVP               |
| 2023     | XVII        | 27 novembre 2023 - in carica        | Roberto Paccher      | Lega              |